# Paracenobiopelma gerecormophilum
Espèce
Paracenobiopelma gerecormophilum est une espèce d'araignées mygalomorphes de la famille des Barychelidae.

## Répartition
Cette espèce est endémique de l'État de Rio de Janeiro au Brésil,. Elle se rencontre dans les environs de  Niterói.

## Description
Le mâle holotype mesure 5,25 mm et les femelles paratypes 7,17 et 8,36 mm

## Systématique et taxinomie
Cette espèce a été décrite en 1952 par Feio (d).

## Publication originale
- (en) Feio, « A remarkable arboreal mygalomorpha Paracenobiopelma gerecormophila g. n., sp. n. (Araneae, Barychelidae) », Boletim do Museu Nacional do Rio de Janeiro, Nova Série Zoologia, 1952, vol. 113, p. 1-23.